# Cincinnati Masters 2006
Il Cincinnati Masters 2006 (conosciuto anche come Western & Southern Financial Group Masters e Western & Southern Financial Group Women's Open per motivi di sponsorizzazione)
è stato un torneo di tennis giocato sul cemento. È stata la 105ª edizione del Cincinnati Masters, che fa parte della categoria ATP Masters Series nell'ambito dell'ATP Tour 2006, e della categoria Tier III nell'ambito del WTA Tour 2006. Sia il torneo maschile che quello femminile si sono giocati al Lindner Family Tennis Center di Mason, vicino a Cincinnati in Ohio negli USA, Il torneo maschile si è giocato dal 14 al 21 agosto 2006, quello femminile dal 22 al 29 luglio 2006.

## Campioni

### Singolare maschile
Andy Roddick ha battuto in finale  Juan Carlos Ferrero con il punteggio di 6–3, 6–4

### Singolare femminile
Vera Zvonarëva ha battuto in finale  Katarina Srebotnik con il punteggio di 6–2, 6–4

### Doppio maschile
Jonas Björkman /  Maks Mirny hanno battuto in finale  Bob Bryan /  Mike Bryan con il punteggio di 3–6, 6–3, [10–7]

### Doppio femminile
Maria Elena Camerin /  Gisela Dulko hanno battuto in finale  Marta Domachowska /  Sania Mirza con il punteggio di 6–4, 3–6, 6–2